# هوشیار (آلبوم برودز)
هوشیار (به انگلیسی: Conscious) دومین آلبوم استودیویی اثر گروه دو نفره موسیقی نیوزلندی برودز است که در تاریخ ۲۴ ژوئن ۲۰۱۶ منتشر شد. این آلبوم شامل همکاری‌هایی با تو لو و لرد است.

## فهرست ترانه‌ها
لیست گرفته شده از آی‌تونز.
| شماره      | نام                                | مدت   |
| ---------- | ---------------------------------- | ----- |
| ۱.         | «آزاد»                             | ۳:۴۳  |
| ۲.         | «ما همه چیز داشتیم»                | ۳:۲۳  |
| ۳.         | «آیا خانه هستی»                    | ۴:۰۲  |
| ۴.         | «خطوط قلب»                         | ۳:۱۷  |
| ۵.         | «خط را نگه دارید»                  | ۳:۳۳  |
| ۶.         | «چیز غریب طبیعت» (با همراهی تو لو) | ۴:۰۰  |
| ۷.         | «تمام افتخار شما»                  | ۳:۰۲  |
| ۸.         | «بهبود»                            | ۳:۵۸  |
| ۹.         | «نمی‌توان باور کرد»                 | ۴:۰۸  |
| ۱۰.        | «عشق کامل دمیده»                   | ۳:۳۰  |
| ۱۱.        | «ارزش جنگیدن»                      | ۴:۰۳  |
| ۱۲.        | «در اتاق خواب»                     | ۳:۳۶  |
| ۱۳.        | «هوشیار»                           | ۴:۰۰  |
| مجموع مدت: | مجموع مدت:                         | ۴۸:۱۱ |